# アルトゥール・ニコライアー
アルトゥール・ニコライアー (1862年2月4日 - 1942年8月28日）はドイツのユダヤ人の内科医。
正しい処置がとられなければ非常に致命的な病気であった破傷風の治療を見つけた業績で最も有名である。"Beiträge zur Aetiologie des Wundstarrkrampfes“(破傷風の病因への貢献） ベルリンに移るまでの1897年から1900年まで、ゲッティンゲン大学病院の上級医であった。1921年にシャリテーの内科臨時教授に任ぜられた。1933年にナチスがユダヤ人が公務員になることを違法とする法律を可決させたため、研究所から追放された。1942年、彼は自分がテレージエンシュタットへ追放される予定であると知ると自殺をした  。

## 科学的貢献
カール・フリューゲの助手として、1884年に破傷風を引き起こす破傷風菌を発見した。
尿路感染を治療する目的でヘキサメチレンテトラミン（ウロトロピン）を初めて用いた。